# وحدانية التركيز
في علم النفس، وحدانية التركيز هي الميل للتركيز على جانب بارز من موقف ما، وتجاهل الجوانب الأخرى التي قد تكون متعلقة به. قدمها العالم النفسي السويسري جان بياجيه من خلال نظرية المرحلة في التطور المعرفي، وحدانية التركيز هي سلوك يتمثل عادة بالمرحلة ما قبل التنفيذية. ادعى بياجيه بأن مركزية الذات كانت سببًا في وحدانية التركيز، وهي عنصر شائع مسؤول عن التفكير غير المنتظم لدى الأطفال في المرحلة ما قبل التنفيذية. أجريت البحوث حول وحدانية التركيز بواسطة بياجيه بشكل رئيسي، وأُظهر من خلال مهامه في الحفظ، بينما توسع الباحثون المعاصرون في أفكاره.

## مهام الحفظ
استخدم بياجيه عددًا من المهام لاختبار المنطق والتفكير العلمي لدى الأطفال، واختبر العديد منها الحفظ. يقصد بالحفظ القدرة على تحديد ما إذا كانت كمية معينة ستبقى نفسها بالرغم من تعديل الوعاء الذي يحتويها، من ناحية شكلها، أو مقاسها الظاهر. وتتضمن مهام الحفظ الأخرى حفظ الأرقام، المادة، الوزن، السعة، والطول.
أحد أشهر المهام على الأرجح والتي تشير إلى وحدانية التركيز هي مهمة حفظ السوائل. ففي النسخة الأولى، يعرض على الطفل كأسان، أ1 وأ2، ممتلئان إلى نفس الارتفاع. ثم يُسأل الطفل عما إذا كانا يحتويان على نفس الكمية من السائل، إذ يوافق الطفل دائمًا على ذلك. لاحقًا، يصب المختبر السائل من أ2 إلى الكأس ب، الذي يكون أخفض وأعرض. ثم يُسأل الطفل عما إذا كانت كمية السائل هي نفسها. وسيجيب الطفل في المرحلة ما قبل التشغيلية بقوله إن الكمية ليست نفسها، مع احتواء أحد الكأسين الأطول أو الأعرض على سائل أكثر. وعند وصول الطفل إلى المرحلة التنفيذية الشكلية المحددة، سيستنتج مع ذلك أن كمية السائل لا زالت نفسها.
تمثل وحدانية التركيز هنا بحقيقة أن الطفل يركز على جانب واحد من السائل، إما الارتفاع أو العرض، وهو غير قادر على الحفظ لهذا السبب. ومع إكمال المرحلة التنفيذية الشكلية المحددة، يصبح الطفل قادرًا على التفكير بالبعدين الاثنين في الوقت ذاته، ويدرك أن تغييرًا في أحد الأبعاد سوف يلغي التغيير في الآخر.
في مهمة حفظ الأرقام، أعطى بياجيه للأطفال صفين من أكواب البيض ومجموعة من البيض، واضعًا إياها في صفوف متساوية في الطول، لكن غير متساوية في العدد. ثم طلب بياجيه من الأطفال أخذ ما يكفي من البيض لملء الأكواب فقط، وعندما حاول الأطفال فعل ذلك، تفاجؤوا بأن ما كان لديهم من البيض هو إما عدد كبير أو قليل. ووحدانية التركيز حاضرة هنا مرة أخرى، إذ ينتبه الطفل إلى طول الصف وليس إلى العدد في كل صف.
بيَن الأطفال حفظ الوزن والطول من خلال مهمة مشابهة. في هذه المهمة، عرضت كرتين من بلي-دو متساويتين في الحجم بالنسبة للأطفال، وعند سؤالهم عما إذا كانتا بنفس الحجم أم لا، أجاب جميع الأطفال بنعم. وبعد ذلك، دحرج بياجيه إحدى الكرات وجعلها على شكل خيط طويل ثم سأل نفس السؤال: «أي منهما أكبر؟». فركز الأطفال ذوي وحدانية التركيز على طول بلي-دو الجديدة، أو على عرض البلي-دو القديمة، وغالبًا ما قالوا إن أحداهما أكبر من الأخرى. بينما كان الأطفال الذين ركزوا على كلا البعدين، الطول والعرض، قادرين على القول بأن كلا كتلتي البلي-دو بنفس الحجم.

## مركزية الذات
اعتقد بياجيه أن في كل فترة من التطوير، يمكن للعجز في التفكير المعرفي أن يعزى إلى مبدأ مركزية الذات. وتشير مركزية الذات إلى عدم القدرة على تمييز وجهة نظر الشخص من وجهات نظر الآخرين، لكنها لا تعني الأنانية أو الغرور بالضرورة. فالأطفال متمركزون حول الذات عندما ينظرون للأمور من وجهة نظرهم الخاصة فقط. وعلى سبيل المثال، قد يرغب صبي صغير متمركز حول الذات في شراء لعبة على شكل سيارة لوالدته في عيد ميلادها. لن يكون هذا تصرفًا أنانيًا، لأنه سيجلب لها هدية، ولكنه سيكون فعلًا لم يأخذ بعين الاعتبار حقيقة أن والدته قد لا تعجبها السيارة. فسوف يفترض هذا الطفل أن والدته تفكر بنفس ما يفكر به، وأنها سوف تحب تلقي السيارة اللعبة كهدية.
الأرواحية -إسناد الحياة إلى الأشياء المادية- تنبع أيضًا من مركزية الذات؛ افترض الأطفال أن كل شيء يعمل تمامًا كما يفعلون. وطالما أن الأطفال متمركزون حول الذات، فإنهم يفشلون في إدراك مدى امتلاك كل شخص لتجارب ذاتية خاصة به. ومن جانب التفكير الأخلاقي، ينظر الأطفال إلى القوانين من وجهة نظر واحدة، بما أن المطلقات تسلَّم من البالغين أو شخصيات السلطة. وتمامًا كما يرى الطفل المتمركز حول الذات الأشياء من وجهة نظر واحدة، فإن الطفل الذي يخفق في الحفظ يركز على جانب واحد من المشكلة فقط. فعلى سبيل المثال، عندما يُصب الماء من كأس لآخر أقصر وأعرض، يركز الطفل على بعد بارز واحد –الاختلاف في الارتفاع. ولا يستطيع الطفل إيقاف وحدانية التركيز وأخذ جانبي الموقف بعين الاعتبار. يمكن بذلك النظر إلى وحدانية التركيز بشكل أساسي على أنها نوع من مركزية الذات في مهمات معينة تتضمن التفكير العلمي.
في حين أن وحدانية التركيز هي ميل عام لدى الأطفال في المهام الإدراكية المختلفة، إن المداومة هي وحدانية التركيز في الوصول من ناحية أخرى. ويمكن تعريف المداومة على أنها التكرار المستمر لرٍد معين (مثل كلمة، عبارة، إيماءة) بالرغم من غياب أو توقف الحافز. وتسببها عادة إصابة في الدماغ أو مرض عضوي آخر. وبمعنى أوسع، تُستخدم المداومة لوصف مجموعة واسعة من السلوكيات التي لا وظيفة لها، والتي تنشأ من فشل الدماغ إما في تثبيط الاستجابات المتفوقة، أو السماح بتطورها المعتاد إلى سلوك مختلف. ويتضمن هذا ضعفًا في تغيير النظام أو تبديل المهام في السياقات الاجتماعية وغيرها.
المداومة ووحدانية التركيز مرتبطتان، في حين أن وحدانية التركيز هي أساس المداومة، ولكن المداومة نفسها تُرى على أنها عَرَض للإصابة. إذ تكوّن المداومة مشكلة أكبر عندما تُرى في البالغين، فوحدانية التركيز هي عجز في تفكير الأطفال يمكن التغلب عليه بسهولة أكبر، من خلال المكاسب التطويرية المثالية.
يحقق الأطفال بصورة عامة حفظ السوائل بعمر 7 سنوات تقريبًا. وعندما يفعلون هذا، فهم يدخلون المرحلة التنفيذية الملموسة. ويمكن رؤية التغلب على وحدانية التركيز في ثلاثة أشكال رئيسة، أولًا، قد يستعمل الطفل نقاش الهوية -أنك لم تضف أو تأخذ أي شيء، فلا بد أن تكون نفس الشيء. وثانيًا، قد يستعمل نقاش التعويض، إذ يقول الطفل بأن طول كأس وعرض كأس آخر يلغون بعضهم. وثالثًا، يصبح منطق العكس محتملًا، إذ يشير الطفل إلى أن الكأسين لازالا على حالهما لأنك تستطيع سكب الماء من الكأس العريض وترجعه إلى الكأس الطويل لتكوين كأسين متساويين في المظهر مرة أخرى. ويكمن وراء هذه النقاشات عمليات منطقية -إجراءات قابلة للعكس. وبما أن هذه هي إجراءات عقلية، فلا يحتاج الطفل في الحقيقة إلى تأدية أو رؤية التحولات التي يتحدثون عنها.